# 宽叶啉
宽叶啉（latifine）是一种有机化合物，化学式为C17H19NO3，它是一种基于四氢异喹啉环的酚类化合物，存在于西南文殊兰的叶子中。它和氯化铁反应显蓝紫色；它的酚羟基可以被重氮甲烷甲基化。
其全合成可由4-苄氧基苯甲醛（或(S)-O-苄基环氧丙醇）为原料经多步反应完成。